# 975

## Nașteri
- dată necunoscută: Papa Ioan al XIX-lea  (d. 1032)
- dată necunoscută: Ștefan I al Ungariei  (d. 1038)
- dată necunoscută: Conrad I de Carintia  (d. 1011)
- dată necunoscută: Gero al II-lea al Saxoniei răsăritene  (d. 1015)

## Decese
- 8 iulie: Edgar Pașnicul, rege al Angliei (n. 943)